# 성전 (장소)

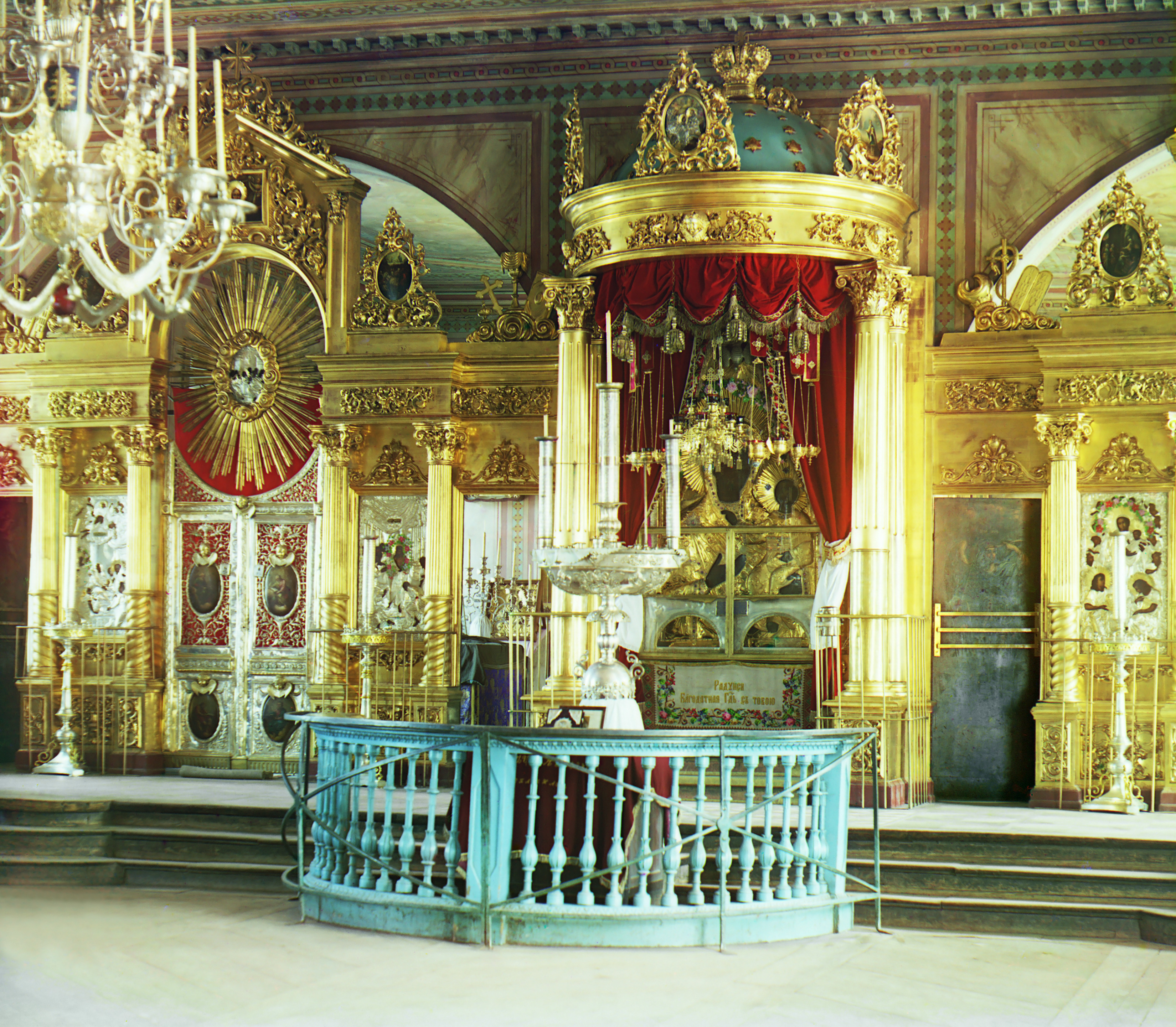
러시아의 성전

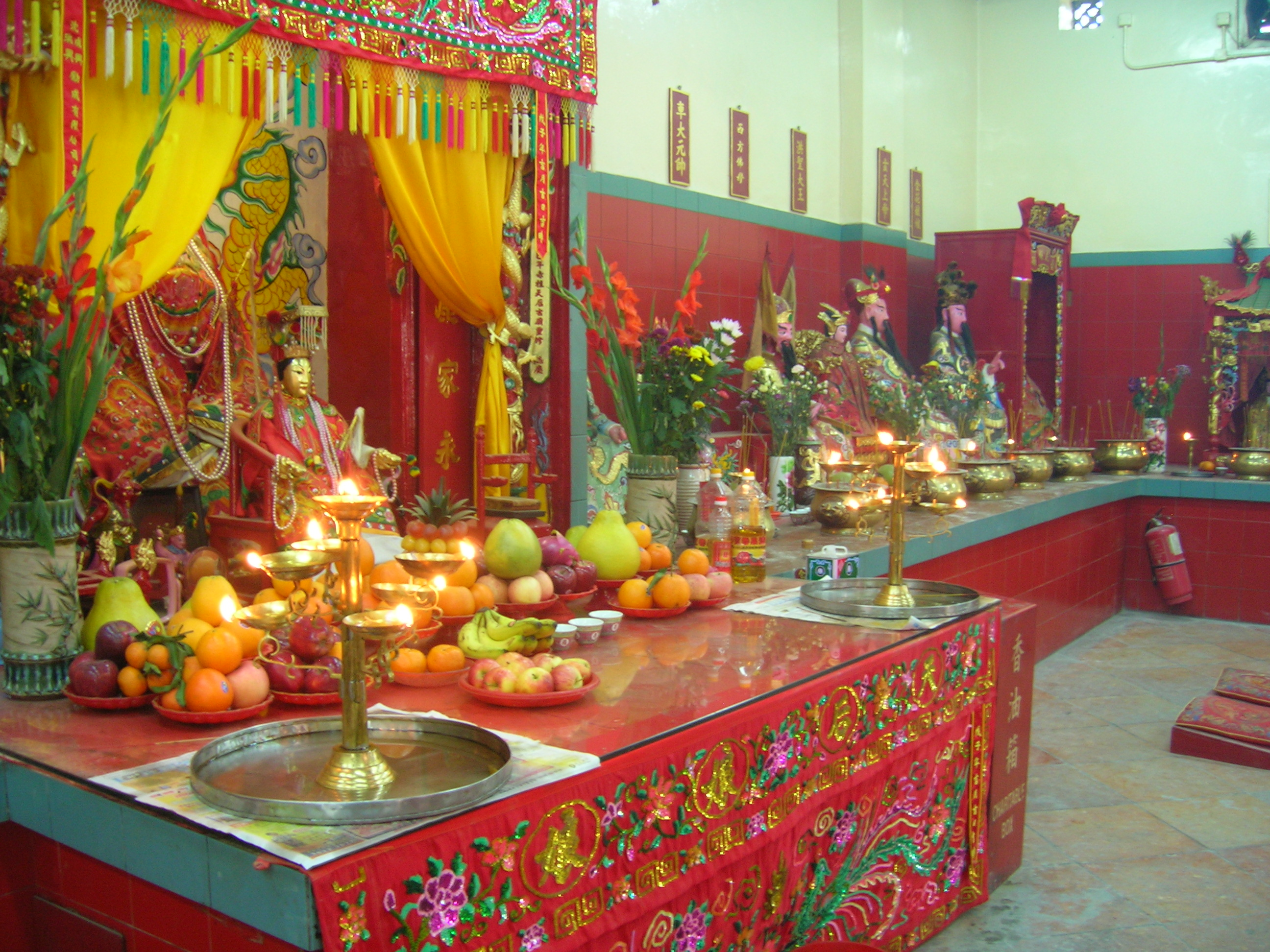
홍콩의 성전

성전(聖殿)은 신성한 전당을 뜻한다. 성전은 사당, 교회, 성당 등처럼 특정한 신, 조상, 영웅, 순교자, 성자에게 바쳐진 곳이다. 성전에는 우상이나 신상이 있다. 성전에서 봉헌 제물을 바치는 곳을 제단이라고 한다. 기독교, 이슬람교, 힌두교, 불교, 유교, 신토 등 세계의 많은 종교에서 찾을 수 있다.

## 같이 보기
- 누멘
- 신사 (신토)